# Artajerjes I
Artajerjes I (latín: Artaxerxes, en griego antiguo: Ἀρταξέρξης/Artaxérxês, y Ἀρτοξέρξης/Artoxérxês, en persa antiguo: 𐎠𐎼𐎫𐎧𐏁𐏂 Artaxšacā, en persa moderno: اردشیر Ardašīr; también Artajerjes I Macrocheir (macrojeir) y Artajerjes I Longímano) fue un rey aqueménida del Imperio aqueménida desde el 465 hasta el 424 a. C. Sucede en el trono a su padre, Jerjes I, en el año 465 a. C. según fuentes históricas reconocidas. Y por otro lado los testimonios que nos proporcionan las fuentes griegas, persas y babilonias  más antiguas concuerdan en qué el primer año reinante, fue en realidad en 475 a. C. ya que su padre Jerjes I ejerció corregencia con Darío durante 10 años, y 11 gobernando solo (21 Años como Rey y murió en 475 a. C). Existen otra evidencias de parte del historiador Tucídeles de que Artejerjes ya gobernaba en el año 471/470 a. C. 

## Cronología

### Pruebas de fuentes griegas
Hay un acontecimiento de la historia griega que puede ayudarnos a determinar cual fue el año en que comenzó a gobernar Artajerjes. El estadista y héroe militar griego Temístocles fue condenado al ostracismo (destierro político acostumbrado entre los atenienses), por lo que huyó a Persia. Según el historiador ateniense Tucídides, que tiene la reputación de ser exacto, entonces Temístocles «dirigió una carta al rey Artajerjes, hijo de Jerjes, que reinaba desde hacía poco». Plutarco informa que «Tucídides y Carón de Lámpsaco escriben que, muerto ya [Jerjes] fue al hijo a quien Temístocles se presentó». De los testimonios de Tucídides y de Carón de Laápsaco se desprende que Artajerjes acababa de comenzar su reinado cuando Temístocles llegó al Imperio aqueménida.
Se puede determinar en qué año comenzó a reinar Artajerjes calculando el año en que Temístocles murió. No todas las obras de consulta dan la misma fecha para su muerte. El historiador Diodoro Sículo   informa de su muerte en un relato de sucesos ocurridos «cuando Praxiergo era arconte de Atenas», es decir, en 471/470 a. C. Según Tucídides, después de llegar a Persia, Temístocles pasó un año estudiando el idioma persa preparándose para una audiencia ante Artajerjes. Después de eso, el rey le permitió establecerse en Persia con muchos honores. Por lo tanto, si Temístocles murió en 471/470 a. C., debió establecerse en Persia a más tardar en 472 a. C., de modo que llegó un año antes, en 473 a. C. Podría decirse que entonces Artajerjes «reinaba desde hacía poco».
M. de Koutorga escribió con respecto a la fecha en que Jerjes murió y Artajerjes ascendió al trono: «Hemos visto que de acuerdo con la cronología de Tucídides, Jerjes murió a finales del año 475 a. C., y que según el mismo historiador, Temístocles llegó a Asia Menor poco después de la subida al trono de Artajerjes Longimano».
E. Levesque refuerza este punto de vista cuando señala: «Por lo tanto, de acuerdo con la Crónica Alejandrina, es necesario situar la muerte de Jerjes en 475 a. C., tras once años de reinado. El historiador Marco Juniano Justino (III, 1) confirma esta crónica y las afirmaciones de Tucídides. Según él, cuando Jerjes murió, su hijo Artajerjes era solo un niño, un puer [muchacho], lo que sería cierto si Jerjes hubiera muerto en 475 a. C. En esa fecha Artajerjes tendría dieciséis años, mientras que en 465 a. C. habría tenido veintiséis, lo que no habría justificado la afirmación de Justino. De acuerdo con esta cronología, como Artajerjes comenzó a reinar en 475 a. C., el año vigésimo de su reinado sería 455 a. C., y no 445 a. C., como suele afirmarse«».
No obstante, si Darío murió en 486 a. C. y Jerjes en 475 a. C., ¿cómo puede explicarse que algunos documentos antiguos digan que Jerjes reinó durante veintiún años? Es de sobra conocido que un rey y su hijo pueden ser corregentes. Si tal fue el caso de Darío y Jerjes, los historiadores pueden contar los años de reinado de Jerjes desde el comienzo de la corregencia o a partir de la muerte de su padre. Si Jerjes gobernó durante diez años con su padre y otros once solo, algunas fuentes pueden atribuirle veintiún años de reinado y otras, once.
Existen pruebas sólidas de que Jerjes fue corregente con su padre Darío. El historiador griego Heródoto dice: “«Darío reconoció que [Jerjes] tenía razón y lo nombró su sucesor. (En mi opinión, sin embargo, Jerjes hubiera reinado aun sin seguir ese consejo [...].» Estas palabras indican que a Jerjes se le nombró rey durante el reinado de su padre Darío.

### Pruebas procedentes de fuentes persas
En algunos bajorrelieves persas pueden verse especialmente indicios de la corregencia de Jerjes y Darío. En Persépolis se han encontrado varios bajorrelieves que representan a Jerjes de pie detrás del trono de su padre, vestido con las mismas prendas que él y con la cabeza al mismo nivel, algo inusitado, pues por lo general la cabeza del rey está más alta que todas las demás. En A New Inscription of Xerxes From Persepolis (de Ernst E. Herzfeld, 1932) e señala que tanto las inscripciones como las edificaciones encontradas en Persépolis muestran que Jerjes y su padre Darío fueron corregentes. En la página 8 de esta obra, Herzfeld escribió: “«El tono peculiar de las inscripciones de Jerjes en Persépolis, la mayoría de las cuales no distinguen entre su propia actividad y la de su padre, así como la relación igualmente peculiar de sus edificaciones, imposibles de asignar a Darío o a Jerjes individualmente, siempre han indicado la corregencia de Jerjes. Por otra parte, dos esculturas de Persépolis ilustran tal relación». Con respecto a una de estas esculturas, Herzfeld señaló: «Se representa a Darío con todos los atributos reales sentado en un trono sobre un estrado llevado por representantes de las varias regiones de su imperio. Tras él en el relieve, —en la realidad, a su derecha— se encuentra Jerjes de pie con los mismos atributos reales y con la mano izquierda descansando sobre el respaldo del trono. Este gesto indica con claridad algo más que sucesión; significa corregencia».
Sobre la fecha de los relieves que muestran a Darío y Jerjes en esa postura, Ann Farkas dice que “«es posible que se hubieran colocado los relieves en el Tesoro en algún momento durante la edificación del primer anexo, en 494/493-492/491 a. C.; este ciertamente sería el mejor momento para trasladar bloques de piedra tan voluminosos. No obstante, sea cual fuera la fecha de su traslado al Tesoro, es posible que se hayan esculpido entre los años 490 y 500».

### Pruebas procedentes de fuentes babilonias
Se han encontrado en Babilonia pruebas de que la corregencia de Jerjes con su padre comenzó entre los años 490 y 500 a. C. Las excavaciones practicadas en esa ciudad han desenterrado un palacio de Jerjes terminado en 496 a. C. A este respecto, A. T. Olmstead escribió en History of the Persian Empire (pág. 215): «Sabemos que el 23 de octubre del año 498 se estaba construyendo en Babilonia la casa del hijo del rey [es decir, de Jerjes, el hijo de Darío]; no cabe duda de que este es el palacio de Darío en la sección central que ya hemos descrito. Dos años después [en 496 a. C.] en un documento comercial de la cercana Borsipa se hace mención de ‘un nuevo palacio’ ya terminado».
Dos tablillas de arcilla poco comunes pueden proporcionarnos más testimonio de la corregencia de Jerjes y Darío. Una es un texto comercial sobre el alquiler de un edificio en el año de ascenso al trono de Jerjes. La tablilla está fechada en el primer mes del año, Nisán. Otra tablilla lleva la fecha «mes de Ab(?), año de ascenso al trono de Jerjes». Es notable que esta última no atribuye a Jerjes el título de «rey de Babilonia, rey de las tierras», algo común en ese tiempo.
Estas dos tablillas son algo extrañas. Normalmente, el año de ascenso de un rey comienza tras la muerte de su predecesor. No obstante, hay prueba de que Darío, el antecesor de Jerjes, vivió hasta el mes séptimo de su último año, mientras que estos dos documentos del año de ascenso de Jerjes llevan fechas anteriores al mes séptimo (uno está fechado en el mes primero y el otro, en el quinto). Por lo tanto, esos documentos no se refieren al período de ascenso de Jerjes que siguió a la muerte de su padre, sino al año de ascenso durante su corregencia con Darío. Si el año de ascensión al trono fue 496 a. C., cuando se había terminado la construcción del palacio de Babilonia para Jerjes, su primer año de corregencia habría comenzado al siguiente Nisán, en 495 a. C., por lo que su vigésimo primer y último año de reinado habría empezado en 475 a. C. En ese caso, el reinado de Jerjes abarcaría los diez años de reinado con Darío (desde 496 hasta 486 a. C.) y los once años que habría gobernado solo (desde 486 a 475 a. C.)
Por otra parte, los historiadores concuerdan en que el primer año de reinado de Darío II comenzó en la primavera de 423 a. C. Una tablilla babilonia indica que Darío II ya reinaba el día 4 del mes 11 de su año de ascenso, es decir, el 13 de febrero de 423 a. C. No obstante, dos tablillas muestran que Artajerjes continuaba gobernando después del día 4 del mes 11 del año cuadragésimo primero de su reinado. Una de ellas lleva la fecha del día 17 del mes 11 de su cuadragésimo primer año de gobernación (pág. 18), y la otra está fechada en el mes 12 del año cuadragésimo primero..) Por lo tanto, Artajerjes no fue sucedido en el trono en su año cuadragésimo primero, sino que gobernó durante todo él. Estos hechos indican que Artajerjes debió gobernar durante más de cuarenta y un años y que su primer año reinante no comenzó en 465 a. C.
Se encuentran pruebas de que Artajerjes Longimano gobernó más de cuarenta y un años en un documento comercial procedente de Borsipa fechado en el año quincuagésimo de Artajerjes. Una de las tablillas que relaciona el fin del reinado de Artajerjes con el comienzo del de Darío II tiene la siguiente fecha: «Año quincuagésimo primero, año de ascenso al trono, mes 12, día 20, Darío, rey de las tierras». Puesto que el primer año de reinado de Darío II fue 423 a. C., el año quincuagésimo primero de Artajerjes fue 424  a. C., y su primer año reinante, 475 a. C.
Por lo tanto, los testimonios que nos proporcionan las fuentes griegas, persas y babilonias concuerdan en qué el año en qué empezó su reinado fue 475 a. C.

## Nombre
El nombre de Artajerjes (persa Artaxshaca) es interpretado en Heródoto como "gran guerrero", aunque esto ha sido desechado por la crítica moderna, que prefiere traducirlo como "el que reina en el Arta", "el que reina en la verdad y rectitud". Artajerjes I recibe los apodos de Macrocheir en las fuentes griegas, y Longímano (Longimanus) en las latinas; ambos significan "el de la larga mano".

## Sucesión
Artajerjes era el segundo hijo de Jerjes y la reina Amestris. Su padre Jerjes murió asesinado por Artabano, un oficial de la corte, en agosto del año 464 a. C.; Artajerjes ascendió al trono recién en diciembre del mismo año, por aquel entonces tenía alrededor de veinte años. Las fuentes nos dicen que Artajerjes, engañado por Artabano, mató a Darío (primogénito de Jerjes) creyéndolo asesino de su padre, pero luego ejecutó a los verdaderos culpables. Aunque los detalles (por la naturaleza de las fuentes, tardías y basadas en rumores de corte) no se pueden tomar al pie de la letra, el contexto general refleja una sucesión conflictiva.
Un nuevo pretendiente, que se trataría de Histaspes, otro hijo de Jerjes, se alzó en la satrapía de Bactriana, pero fue derrotado al poco tiempo.

## La rebelión egipcia
Los desórdenes internos por los que pasaba el Imperio persa fueron aprovechados por el líder libio Inaro para rebelarse en el Bajo Egipto. Con la ayuda de mercenarios atenienses, la primera expedición, comandada por el sátrapa Aquemenes, tío de Artajerjes, fue derrotada en Papremis hacia el 460 a. C. Aquemenes fue muerto por los rebeldes, y las tropas persas se refugiaron en el "Castillo Blanco" -la ciudadela- de Menfis.
En el 456 a. C., un ejército persa comandado por los sátrapas Megabizo y Artabazo reprimió la rebelión egipcia. Los mercenarios atenienses huyeron a Cirene, mientras que Inaro fue capturado y crucificado años más tarde. Egipto y Chipre se incorporaron así al imperio como provincias.

## Artajerjes y Grecia
La política de Artajerjes con respecto a Grecia se concentró en el debilitamiento del predominio naval de la Liga de Delos, afianzado tras la batalla del Eurimedonte (c. 468 a. C.). Cerca de 457 a. C. una embajada persa fue enviada a Esparta para que ésta le declare la guerra a Atenas, y así apartar la atención ateniense de Egipto. La embajada fue infructuosa, y luego de la victoria persa en Egipto hubo enfrentamientos con Atenas en Chipre (c. 450 a. C.).
El progresivo retroceso frente a la Liga de Delos y las derrotas en Chipre habrían llevado al establecimiento (hacia 449 a. C.) de la llamada Paz de Calias, la cual, según Diodoro Sículo, presentaba las siguientes cláusulas:
- Se le concede la autonomía a las ciudades jónicas de Asia Menor
- Ningún sátrapa persa tiene jurisdicción sobre la costa del mar Egeo.
- Se prohíbe la navegación persa en el mar Egeo.
- Atenas no puede intervenir en los territorios persas.

Si bien se tienen dudas sobre la existencia y el contexto de este tratado, el fin de las hostilidades directas entre la Liga de Delos y Persia hacen pensar en, por lo menos, un acuerdo verbal entre ambas partes, aunque se cree que su contenido era diferente al que es expuesto por Diodoro Sículo.

## Retrato bíblico en el Libro de Esdras
Artajerjes encargó a Esdras un sacerdote-escriba judío, a través de una carta de decreto, que se encargara de los asuntos eclesiásticos y civiles de la nación judía. Una copia de este decreto aparece en el Libro de Esdras, 7:13-28.
Esdras entonces abandonó Babilonia en el primer mes del séptimo año (aproximadamente 467 a. C.) del reinado de Artajerjes, al frente de una compañía de judíos que incluía a sacerdotes y levitas. Llegaron a Jerusalén el primer día del quinto mes del séptimo año (Calendario hebreo).
La reconstrucción de la comunidad judía en Jerusalén había comenzado bajo Ciro el Grande quien había permitido a los judíos cautivos en Babilonia regresar a Jerusalén y reconstruir el Templo de Salomón la casa de Jehová "Esto es lo que ha dicho Ciro el rey de Persia: ‘Todos los reinos de la tierra me los ha dado Jehová el Dios de los cielos, y él mismo me ha comisionado para que le edifique una casa en Jerusalén, que está en Judá. Cualquiera que haya entre ustedes de todo su pueblo, resulte su Dios estar con él. Así, pues, que suba a Jerusalén, que está en Judá, y reedifique la casa de Jehová el Dios de Israel —él es el Dios [verdadero]— la cual estaba en Jerusalén." (Esdras 1:2,3,5). Una serie de judíos liderados por Zorobabel (descendiente del rey David) había en consecuencia regresado a Jerusalén en el año 537 a. C.

## Actividad constructora e inscripciones reales
Artajerjes construyó en Persépolis un palacio, del que hoy quedan prácticamente solo los cimientos, y completó la llamada "Sala de las Cien Columnas" (la sala del trono), iniciada por Jerjes. Se cree que, siguiendo el precedente de Jerjes y Darío, fue enterrado en Naqsh-e Rostam (seis kilómetros al norte de Persépolis), aunque la tumba que se le atribuye es anónima.
Inscripciones
La mayor parte de sus inscripciones reales han sido halladas en Persépolis. Están escritas tanto en persa como en babilonio y elamita, y son menores en extensión y cantidad que las de sus predecesores.

## Familia real y corte
Las fuentes griegas nos pintan un Artajerjes firme en cuanto a política exterior, pero débil frente a la corte y las mujeres de la familia real. Continuamente relacionan los hechos políticos con deseos de venganza o intrigas amorosas. Un problema abierto está en determinar cuánto hay en esto de rumores de la época, de inserciones literarias de los autores o de prejuicios de la sociedad griega, y cuánto refleja con cierto grado de veracidad la vida de la corte en tiempos de Artajerjes.
Entre las mujeres que se nos presentan con roles centrales dentro del reinado de Artajerjes están su madre Amestris y su hermana Amitis, esposa del sátrapa Megabizo. Damaspia, la reina, dio a luz un único hijo, el futuro Jerjes II. Según Ctesias, Artajerjes tuvo diecisiete hijos más, de los cuales Sogdiano y Oco (futuro rey Darío II) disputarían el trono con Jerjes II. Su hija Parisátide sería reina de su medio hermano Darío II, con quien engendraría al futuro rey Artajerjes II.

### Los hijos de Artajerjes
De la reina Damaspia
- Jerjes II

De Alogine, concubina babilonia
- Sogdiano

De Cosmartidene, concubina babilonia
- Darío II Oco
- Arsites

De Andia, concubina babilonia
- Bagapeo
- Parisátide, futura reina de Darío II.

## Titulatura
| Titulatura | Jeroglífico | Transliteración (transcripción) - traducción - (referencias) |

| G1 | E23 · N17 | x | M8 | M8 | s |

| G1 | E23 · N17 | x | M8 | M8 | s |

| G1 | E23 · N17 | x | M8 | M8 | s |

| G1 | E23 · N17 | x | M8 | M8 | s |

| G1 | E23 · N17 | x | M8 | M8 | s |

| G1 | E23 · N17 | x | M8 | M8 | s |

| G1 | E23 · N17 | x | M8 | M8 | s |

| G1 | E23 · N17 | x | M8 | M8 | s |

| G1 | E23 · N17 | x | M8 | M8 | s |

| G1 | E23 · N17 | x | M8 | M8 | s |

| G1 | E23 · N17 | x | M8 | M8 | s |

| G1 | E23 · N17 | x | M8 | M8 | s |

| G1 | E23 · N17 | x | M8 | M8 | s |

| G1 | E23 · N17 | x | M8 | M8 | s |

| G1 | E23 · N17 | x | M8 | M8 | s |

| G1 | E23 · N17 | x | M8 | M8 | s |

| G1 | E23 · V13 | M12 | N37 · O34 | M8 |

| G1 | E23 · V13 | M12 | N37 · O34 | M8 |

| G1 | E23 · V13 | M12 | N37 · O34 | M8 |

| G1 | E23 · V13 | M12 | N37 · O34 | M8 |

| G1 | E23 · V13 | M12 | N37 · O34 | M8 |

| G1 | E23 · V13 | M12 | N37 · O34 | M8 |

| G1 | E23 · V13 | M12 | N37 · O34 | M8 |

| G1 | E23 · V13 | M12 | N37 · O34 | M8 |

| G1 | E23 · V13 | M12 | N37 · O34 | M8 |

| G1 | E23 · V13 | M12 | N37 · O34 | M8 |

| G1 | E23 · V13 | M12 | N37 · O34 | M8 |

| G1 | E23 · V13 | M12 | N37 · O34 | M8 |

| G1 | E23 · V13 | M12 | N37 · O34 | M8 |

| G1 | E23 · V13 | M12 | N37 · O34 | M8 |

| G1 | E23 · V13 | M12 | N37 · O34 | M8 |

| G1 | E23 · V13 | M12 | N37 · O34 | M8 |